# Илия Пашев
Илия Георгиев Пашев е български молекулярен биолог, академик на БАН от 2008 година. Основните научни интереси на Пашев са свързани с изясняването на структурата и функцията на хроматина.

## Биография
Роден е на 12 юли 1938 година в село Павелско, Област Смолян.
През 1962 година завършва висше образование медицина във Висшия медицински институт в Пловдив.
От 1970 година работи в Института по молекулярна биология при БАН. През 1988 година защитава степен доктор на биологическите науки. През 1990 г. е избран за старши научен сътрудник I степен (днес професор). В периода от 1989 до 2004 година ръководи секция „Структура и функция на хроматина“, а от 2005 до 2010 година е директор на Института. През 1996 – 1999 година е гост-професор в университета „Пиер и Мария Кюри“ в Париж.
Между 1996 и 2008 година е член на Управителния съвет на БАН. През 2004 година е избран за член-кореспондент на БАН, а през 2008 година – за академик.
През 2005 година получава Академичната награда за биологически науки и отличието „Учен на годината“. Научен ръководител е на защитили докторанти.
Умира на 11 октомври 2020 година в София.

## Научни приноси
Научните интереси на акад. Пашев са в областта на молекулните механизми на транскрипцията и репарацията на ДНК и ролята на хроматина в тези процеси. За пръв път използва лазер за генериране на ковалентни връзки белтък-ДНК, което позволява изучаване на бързо протичащи белтък-ДНК взаимодействията – в пикосекундни интервали. Създава модел на молекулната организация на хроматиновата фибрила. Заедно със сътрудниците си детайлно изучава свойствата на архитектурния фактор на хроматина HMGB1, като установява ролята му в поправката и разкрива посттранслационните механизми за регулацията му.
Автор е на над 80 публикации в престижни международни издания, има над 1000 цитирания в научни публикации.